# Куликовське сільське поселення (Теньгушевський район)
Кулико́вське сільське поселення (рос. Куликовское сельское поселение) — муніципальне утворення у складі Теньгушевського району Мордовії, Росія. Адміністративний центр — село Куликово.

## Історія
Станом на 2002 рік існували Куликовська сільська рада (села Куликово, Широмасово, селище Полярна Звєзда), Кураєвська сільська рада (село Кураєво, селище Березняк) та Мельсетьєвська сільська рада (село Мельсетьєво, присілок Коломасово).
12 жовтня 2009 року ліквідовані Кураєвське сільське поселення (село Кураєво, селище Березняк) та Мельсетьєвське сільське поселення (село Мельсетьєво, присілок Коломасово) були включені до складу Куликовського сільського поселення.

## Населення
Населення — 534 особи (2019, 710 у 2010, 980 у 2002).

## Склад
До складу поселення входять такі населені пункти:
| Населений пункт        | Населення, осіб (2002) | Населення, осіб (2010) |
| ---------------------- | ---------------------- | ---------------------- |
| Березняк, селище       | 48                     | 35                     |
| Коломасово, присілок   | 67                     | 38                     |
| Куликово, село         | 196                    | 115                    |
| Кураєво, село          | 227                    | 178                    |
| Мельсетьєво, село      | 238                    | 180                    |
| Полярна Звєзда, селище | 6                      | 2                      |
| Широмасово, село       | 198                    | 162                    |